# Picarreau
Cet article possède un paronyme, voir Pícaro.
Picarreau est une commune française située dans le département du Jura, dans la région culturelle et historique de Franche-Comté et la région administrative Bourgogne-Franche-Comté.

## Géographie
Les villages alentour sont Fay-en-Montagne, le Fied, Plane et Bonnefontaine.

### Climat
Pour des articles plus généraux, voir Climat de la Bourgogne-Franche-Comté et Climat du département du Jura.
En 2010, le climat de la commune est de type climat de montagne, selon une étude du Centre national de la recherche scientifique s'appuyant sur une série de données couvrant la période 1971-2000. En 2020, Météo-France publie une typologie des climats de la France métropolitaine dans laquelle la commune est exposée à un climat semi-continental et est dans la région climatique  Jura, caractérisée par une forte pluviométrie en toutes saisons (1 000 à 1 500 mm/an), des hivers rigoureux et un ensoleillement médiocre. 
Pour la période 1971-2000, la température annuelle moyenne est de 9 °C, avec une amplitude thermique annuelle de 16,7 °C. Le cumul annuel moyen de précipitations est de 1 536 mm, avec 13,6 jours de précipitations en janvier et 9,8 jours en juillet. Pour la période 1991-2020, la température moyenne annuelle observée sur la station météorologique de Météo-France la plus proche, « Le Fied_sapc », sur la commune du Fied à 3 km à vol d'oiseau, est de 9,8 °C et le cumul annuel moyen de précipitations est de 1 434,5 mm. 
La température maximale relevée sur cette station est de 37,3 °C, atteinte le 19 juillet 2022 ; la température minimale est de −28,4 °C, atteinte le 20 décembre 2009,,. 
Les paramètres climatiques de la commune ont été estimés pour le milieu du siècle (2041-2070) selon différents scénarios d'émission de gaz à effet de serre à partir des nouvelles projections climatiques de référence DRIAS-2020. Ils sont consultables sur un site dédié publié par Météo-France en novembre 2022.

## Urbanisme

### Typologie
Au 1er janvier 2024, Picarreau est catégorisée commune rurale à habitat très dispersé, selon la nouvelle grille communale de densité à sept niveaux définie par l'Insee en 2022.
Elle est située hors unité urbaine. Par ailleurs la commune fait partie de l'aire d'attraction de Champagnole, dont elle est une commune de la couronne,. Cette aire, qui regroupe 43 communes, est catégorisée dans les aires de moins de 50 000 habitants,.

### Occupation des sols
L'occupation des sols de la commune, telle qu'elle ressort de la base de données européenne d’occupation biophysique des sols Corine Land Cover (CLC), est marquée par l'importance des forêts et milieux semi-naturels (54,7 % en 2018), une proportion sensiblement équivalente à celle de 1990 (55 %). La répartition détaillée en 2018 est la suivante :
forêts (54,7 %), zones agricoles hétérogènes (29 %), terres arables (7,6 %), prairies (5,7 %), zones urbanisées (3 %). L'évolution de l’occupation des sols de la commune et de ses infrastructures peut être observée sur les différentes représentations cartographiques du territoire : la carte de Cassini (XVIIIe siècle), la carte d'état-major (1820-1866) et les cartes ou photos aériennes de l'IGN pour la période actuelle (1950 à aujourd'hui).

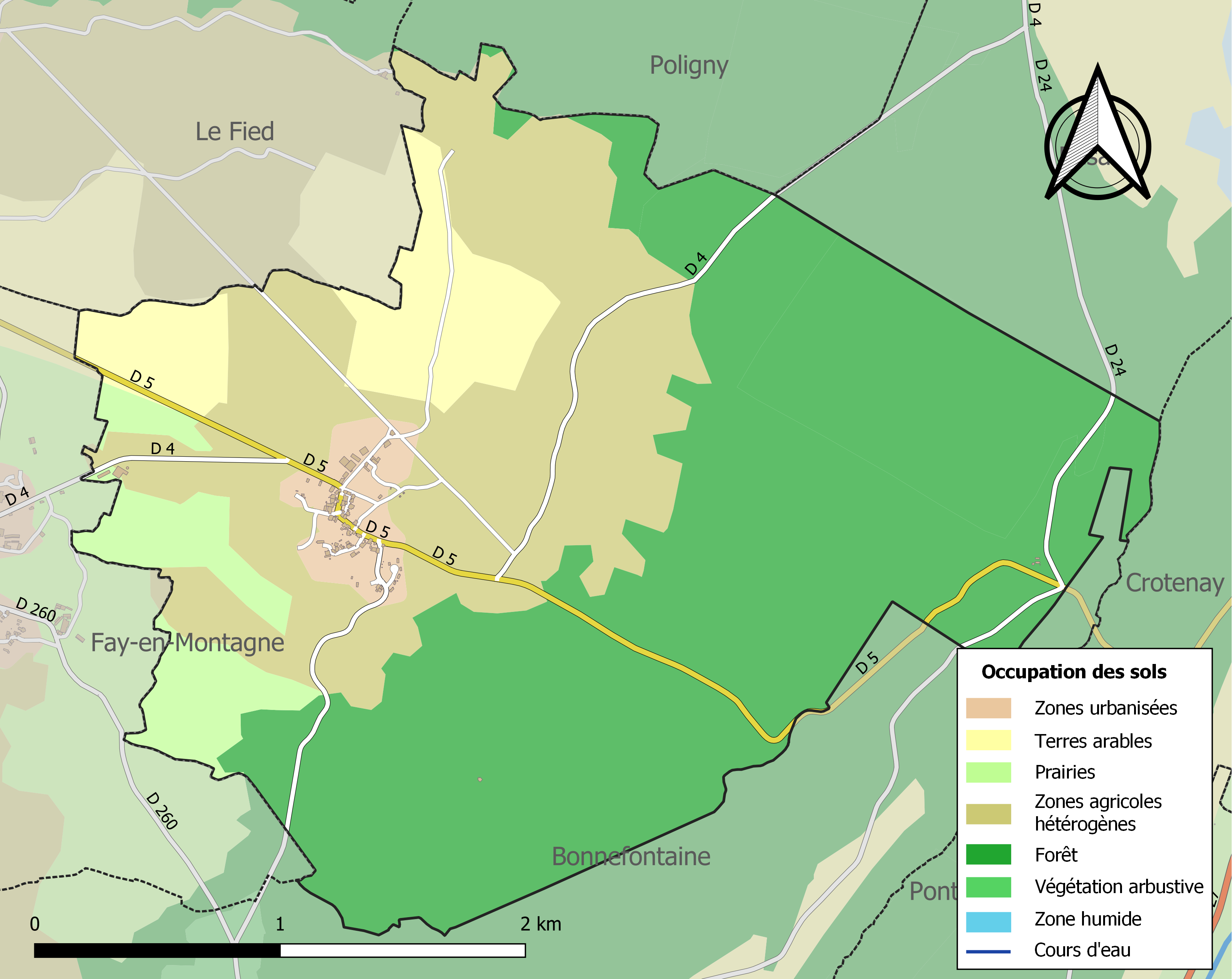
Carte des infrastructures et de l'occupation des sols de la commune en 2018 (CLC).

## Économie
En juillet 2022, la commune a mis en service une ferme solaire de 27 MWc, développée et exploitée par la société Corsica Sole. Implantée sur une superficie de 27 hectares, cette centrale assure une production annuelle de 32GWh, équivalente à la consommation annuelle d'électricité de 16 500 habitants, soit la population de la ville de Lons-le-Saunier, chef-lieu du département du Jura.

## Histoire
Picarreau fut considéré jusqu'au milieu des années 1990 comme un village essentiellement paysan. Les habitants se nomment les Picarrouliens. Le nom de Picarreau a pour origine deux puits situés à l'entrée nord du village, leur fond est dallé d'un double carrelage de pierres et de brique. Une ancienne voie romaine passe sur la commune. Celle-ci reliait autrefois la ville d'Antre (Villars-d'Héria) à Poligny. Le trafic de marchandises y était important : sel, salaisons, charbon de bois étaient échangés contre des vases en terre cuite importés d'Athènes et de Rome.
Aujourd'hui, la voie romaine relie Picarreau à Le Fied, et est le plus souvent empruntée par des promeneurs aimants les balades paisibles.

## Politique et administration
| Période    | Période       | Identité           | Étiquette | Qualité                  |
| ---------- | ------------- | ------------------ | --------- | ------------------------ |
| avant 1988 | ?             | Gabriel Pernot     |           |                          |
| mars 2001  | décembre 2003 | Sonia Picaud       | DVD       |                          |
| mars 2008  | 30 mars 2014  | Jocelyne Reverchon | DVD       | Aide-soignante retraitée |
| avril 2014 | En cours      | Dominique Pellin   | DVD       | Commercial retraité      |

## Démographie
L'évolution du nombre d'habitants est connue à travers les recensements de la population effectués dans la commune depuis 1793. Pour les communes de moins de 10 000 habitants, une enquête de recensement portant sur toute la population est réalisée tous les cinq ans, les populations de référence des années intermédiaires étant quant à elles estimées par interpolation ou extrapolation. Pour la commune, le premier recensement exhaustif entrant dans le cadre du nouveau dispositif a été réalisé en 2004.

En 2022, la commune comptait 101 habitants, en évolution de −1,94 % par rapport à 2016 (Jura : −0,81 %, France hors Mayotte : +2,11 %).
| 1793 | 1800 | 1806 | 1821 | 1831 | 1836 | 1841 | 1846 | 1851 |
| ---- | ---- | ---- | ---- | ---- | ---- | ---- | ---- | ---- |
| 309  | 250  | 266  | 397  | 309  | 317  | 280  | 294  | 269  |

| 1856 | 1861 | 1866 | 1872 | 1876 | 1881 | 1886 | 1891 | 1896 |
| ---- | ---- | ---- | ---- | ---- | ---- | ---- | ---- | ---- |
| 278  | 272  | 250  | 239  | 233  | 220  | 234  | 214  | 203  |

| 1901 | 1906 | 1911 | 1921 | 1926 | 1931 | 1936 | 1946 | 1954 |
| ---- | ---- | ---- | ---- | ---- | ---- | ---- | ---- | ---- |
| 186  | 189  | 177  | 164  | 146  | 148  | 160  | 159  | 128  |

| 1962 | 1968 | 1975 | 1982 | 1990 | 1999 | 2004 | 2006 | 2009 |
| ---- | ---- | ---- | ---- | ---- | ---- | ---- | ---- | ---- |
| 132  | 105  | 93   | 84   | 81   | 87   | 83   | 84   | 86   |

| 2014 | 2019 | 2022 | - | - | - | - | - | - |
| ---- | ---- | ---- | - | - | - | - | - | - |
| 103  | 98   | 101  | - | - | - | - | - | - |

## Lieux et monuments
- L'église Saint-Antoine

## Personnalités liées à la commune
- Magloire-Désiré Barthet, ancien vicaire apostolique de Sénégambie (actuel Sénégal), né à Picarreau en 1832.
- Titouan Faivre (1997), auteur de Bande dessinée et illustrateur, a grandi dans la commune.

## Héraldique
| Blason de Picarreau | Blason  | De gueules à saint Antoine de carnation vêtu d'argent, senestré d'un cochon du même à ses pieds et accosté en chef des lettres capitales S à dextre et A à senestre d'or ; au chef cousu d'azur* chargé d'un puits d'or maçonné de sable. |
| Blason de Picarreau | Détails | * Il y a là non-respect de la règle de contrariété des couleurs : ces armes sont fautives (Chef d'azur inutile et faussant le blason). Le statut officiel du blason reste à déterminer.                                                   |